# WWE Main Event
WWE Main Event é um programa de televisão de luta livre profissional produzido pela WWE e exibido no WWE Network nos Estados Unidos. Estreou em 3 de outubro de 2012, tendo lutas de wrestling complementares aos programas Raw e SmackDown.
Diferentemente do Superstars, que exibia combates de lutadores de menor expressão, o Main Event exibe combates envolvendo lutadores mais revelantes e importantes.
Até novembro de 2016, Lutas para o Main Event eram gravadas antes do SmackDown nas terças-feiras. Com o fim do Superstars, o Main Event passou a ser gravado nas segundas-feiras antes do Raw.
No Brasil o programa foi exibido pelo Esporte Interativo entre 2013 e 2014 e pelo Fox Sports 2 depois disso.

## Produção/apresentação
O show é gravado nas noites de segunda-feira, antes do Raw. Vic Joseph e Nigel Mcguinness formam a equipe de transmissão, Mike Rome é o anunciador de ringue. Ele usa o mesmo cenário HD e  todas as cordas no ringue são vermelhas assim como do Raw (embora para no mês de outubro, a corda do meio era rosa, para promover a campanha Susan G. Komen for the Cure e a conscientização sobre o câncer de mama).

## Equipe

### Comentaristas
| Comentaristas                                         | Datas |
| ----------------------------------------------------- | --- |
| Michael Cole e The Miz                                | 3 de outubro de 2012 - 25 de dezembro de 2013                                                                                           |
| Michael Cole e John "Bradshaw" Layfield               | 17 de outubro de 2012 31 de outubro de 2012 21 de novembro de 2012–28 de outubro de 2012 6 de fevereiro de 2013–13 de fevereiro de 2013 |
| Michael Cole e Brad Maddox                            | 16 de janeiro de 2013 |
| Michael Cole e Jerry Lawler                           | 27 de fevereiro de 2013 |
| Tom Phillips e The Miz                                | 1 de janeiro de 2014 - 22 de janeiro de 2014                                                                                            |
| Tom Phillips e Alex Riley                             | 15 de janeiro de 2014 29 de janeiro de 2014 - 5 de fevereiro de 2014                                                                    |
| Tom Phillips e Byron Saxton                           | 12 de fevereiro de 2014 – 19 de agosto de 2014 31 de março de 2015 15 de setembro de 2015                                               |
| Michael Cole e Byron Saxton                           | 19 de agosto de 2014– 23 de dezembro de 2014                                                                                            |
| Michael Cole, John "Bradshaw" Layfield e Byron Saxton | 28 de outubro de 2014 |
| Tom Phillips e Renee Young                            | 9 de dezembro de 2014 |
| Michael Cole, John "Bradshaw" Layfield e Booker T     | 30 de dezembro de 2014 – 6 de janeiro de 2015                                                                                           |
| Tom Phillips e John "Bradshaw" Layfield               | 13 de janeiro de 2015 – 24 de março de 2015                                                                                             |
| Tom Phillips e Jerry Lawler                           | 27 de janeiro de 2015 |
| Rich Brennan e John "Bradshaw" Layfield               | 7 de abril de 2015 21 de abril de 2015 - 26 de maio de 2015                                                                             |
| Rich Brennan, John "Bradshaw" Layfield e Jimmy Uso    | 2 de junho de 2015 - 16 de junho de 2015                                                                                                |
| Rich Brennan e Michael Cole                           | 21 de julho de 2015 |
| Rich Brennan e Jerry Lawler                           | 23 de junho de 2015 -18 de agosto de 2015                                                                                               |
| Tom Phillips e Jimmy Uso                              | 25 de agosto de 2015 |
| Tom Phillips, Byron Saxton e Jimmy Uso                | 1 de setembro de 2015 - 8 de setembro de 2015 22 de setembro de 2015                                                                    |
| Michael Cole, Byron Saxton e Jimmy Uso                | 29 de setembro de 2015 |
| Rick Brennan e Jerry Lawler                           | 5 de Janeiro de 2016 |
| Kyle Edwards e Corey Graves                           | 8 de dezembro de 2015 |
| Rick Brennan e Byron Saxton                           | 22 de dezembro de 2015 - 29 de dezembro de 2015                                                                                         |
| Tom Phillips, Jerry Lawler e Dolph Ziggler            | 7 de junho de 2016 |
| Tom Phillips e David Otunga                           | 14 de junho de 2016 - 9 de dezembro de 2016                                                                                             |
| Kathy Kelley                                          | 16 de dezembro de 2016 |
| Tom Phillips, Byron Saxton e Austin Aries             | 23 de dezembro de 2016 - 3 de fevereiro de 2017                                                                                         |
| Tom Phillips, Byron Saxton e R-Truth                  | 14 de Fevereiro de 2017 - 7 de Março de 2017                                                                                            |
| Tom Phillips e Corey Graves                           | 11 de Abril de 2017 - 19 de Maio de 2017                                                                                                |
| Vic Joseph e Corey Graves                             | 26 de Maio de 2017 - 1 de Setembro de 2017 29 de Setembro de 2017                                                                       |
| Vic Joseph e Nigel Mcguinness                         | 8 de Setembro de 2017 |
| Vic Joseph e Percy Watson                             | 18 de Abril de 2018 |
| Vic Joseph, Nigel Mcguinness e Percy Watson           | 11 de Abril de 2018 25 de Abril de 2018 - Presente                                                                                      |

### Locutores
| Locutores     | Datas |
| ------------- | --- |
| Lilian Garcia | 3 de outubro de 2012 - 24 de outubro de 2012 5 de dezembro de 2013 – 6 de fevereiro de 2013                                                                               |
| Tony Chimel   | 31 de outubro de 2012 - 28 de novembro de 2012 26 de dezembro de 2012 13 de fevereiro de 2013 – 24 de junho de 2014                                                       |
| Eden Stiles   | 1 de julho de 2014 - 23 de fevereiro de 2016 19 de abril de 2016 |
| JoJo Offerman | 7 de abril de 2015 - 26 de maio de 2015 30 de junho de 2015 - 7 de julho de 2015 13 de outubro de 2015 19 de julho de 2016 29 de novembro de 2016 - 20 de janeiro de 2017 |
| Greg Hamilton | 1 de março de 2016 - 22 de novembro |
| Mike Rome     | 27 de janeiro de 2017 - presente |

## Transmissão internacional
Além de ser transmitido no Estados Unidos, o WWE Main Event também é transmitido internacionalmente.
| País | Rede                                  | Ref.          |
| --- | ------------------------------------- | ------------- |
| Austrália | Fox8                                  | [ 6 ]         |
| Brasil | Fox Sports 2                          |               |
| Canadá | Sportsnet 360                         | [ 7 ]         |
| Estados Unidos | Hulu Plus                             |               |
| França | AB1                                   | [ 8 ]         |
| Alemanha | Maxdome                               | [ 9 ]         |
| Índia, Paquistão | TEN Sports                            |               |
| Indonésia | MNC Sports 2                          | [ 10 ] [ 11 ] |
| Israel | Trace Sport Channel                   | [ 12 ]        |
| América LatinaLista - Argentina - Barbados - Bolívia - Brasil - Chile - Colômbia - Costa Rica - Curaçao - República Dominicana - Equador - El Salvador - Guiana - Guatemala - Honduras - México - Nicarágua - Panamá - Paraguai - Peru - Uruguai - Venezuela | Fox Sports Latinoamérica              | [ 13 ]        |
| Malásia | Astro SuperSport                      | [ 14 ]        |
| Nova Zelândia | The Box                               | [ 15 ]        |
| Mundo Árabe | MBC Action & Abu Dhabi Sports Channel |               |
| Ilha Reunion | AntenneFox                            |               |
| Filipinas | Fox Channel Asia                      | [ 15 ]        |
| Reino Unido e Irlanda | Sky Sports 3 e Sky Sports 3 HD        | [ 16 ]        |